# 이혜리 (1964년)
이혜리(영어: Helie Lee, 1964년 8월 29일~)는 미국의 작가이자 대학 강사, 사회 운동가이다. 북한이탈주민들에 대해 미국이 도와야 한다고 주장하고 있으며, 북한이탈주민들에 관련한 작품들을 남겼다.